# Ján Burjan
Ján Ondrej Burjan (2. prosince 1886 Ružomberok – 11. dubna 1945 Bratislava), byl slovenský a československý politik a poslanec Revolučního národního shromáždění.

## Biografie
Narodil se do rodiny lázeňského lékaře Jozefa Matúše Burjana (1859–1916) a jeho manželky Amálie (1866–1892).  Studoval na Vysoké škole technické v Budapešti. Byl tajemníkem Vavro Šrobára a založil Slovenský denník. Patřil do skupiny tzv. prúdistů. Postavil četné budovy v regionu východního Slovenska, například kasárny v Prešově.
 Byl signatářem Martinské deklarace.
Po roce 1918 působil jako ředitel plebiscitní komise pro Oravu a Spiš (Ústredná kancelária pre Spiš a Oravu) se sídlem v Ružomberku.
V letech 1919–1920 zasedal v československém Revolučním národním shromáždění za slovenskou reprezentaci (slovenští poslanci Revolučního národního shromáždění ještě nebyli organizováni podle stranických klubů). Do parlamentu nastoupil roku 1919. Byl profesí stavitelem.
Jeho manželka Viera (1896–1944) byla dcerou slovenského advokáta Miloše Vladimíra Štefanoviče. Měli spolu dva syny. 